# Џунго Фуџимото
Џунго Фуџимото (јап. 藤本 淳吾; 24. март 1984) јапански је фудбалер.

## Каријера
Током каријере је играо за Шимицу С-Пулс, Нагоја Грампус, Јокохама Ф. Маринос и Гамба Осака.

## Репрезентација
За репрезентацију Јапана дебитовао је 2007. године. За тај тим је одиграо 13 утакмица и постигао 1 гол.

## Статистика
| Јапан  | Јапан   | Јапан  |
| Година | Наступи | Голови |
| ------ | ------- | ------ |
| 2007.  | 4       | 0      |
| 2008.  | 0       | 0      |
| 2009.  | 0       | 0      |
| 2010.  | 2       | 0      |
| 2011.  | 4       | 0      |
| 2012.  | 3       | 1      |
| Укупно | 13      | 1      |